# Peder Harboe Hertzberg
Peder Harboe Hertzberg, född den 4 juli 1728 i Davik i Nordfjord, död den 1 januari 1802, var en norsk präst, far till prosten Nils Hertzberg.
Hertzberg var en av upplysningstidens mest avancerade folkuppfostrare och har en framstående plats i norska kyrkans och kulturens historia som naturforskare, läkare och nationalekonom; införandet av potatisodling på stora områden av Norges västland är hans förtjänst.

## Fotnoter
1. 1 2  läs online, nbl.snl.no .[källa från Wikidata]